# Psilopa compta
Psilopa compta är en tvåvingeart som först beskrevs av Johann Wilhelm Meigen 1830.  Psilopa compta ingår i släktet Psilopa och familjen vattenflugor. Arten är reproducerande i Sverige. Inga underarter finns listade i Catalogue of Life.